# 下地紫野
下地 紫野（しもじ しの、1993年6月4日 - ）は、日本の女性声優、歌手。沖縄県出身。青二プロダクション所属。

## 経歴
沖縄県立首里高等学校出身。青二塾東京校33期卒業。2013年4月から青二プロダクション所属。
高校生の時に偶然見ていたアニメがきっかけで、職業としての声優に興味を持つ。ちょうどその頃、友人から聞いた地元沖縄が舞台の『島んちゅMiRiKa』の声優オーディションに合格。レッスンやアフレコを経験して演じることの楽しさを知り、高校卒業後に沖縄から上京して東京の養成所を受けて事務所に所属した。
2014年、『アイカツ!』第3部の大空あかり役でアニメ初主役を演じた。
2016年にソロアーティストとしてデビュー。

## 人物
「ハリー・ポッターシリーズ」の映画が公開された頃に母親に勧められた原作を読んでシリーズが好きになった。
好物はカレーパンである。
所持資格は漢字検定2級。趣味は音楽鑑賞、ハリー・ポッター鑑賞。特技は歌唱、ギター演奏。
好きな言葉は「だからよー」。
事務所の同期には大和田仁美、高橋花林、のぐちゆり、森下由樹子、山下まみ、ゆうかがいる。
母親については、いつも相談に乗ってもらい、迷っている時に背中を押してくれる存在だといい、下地は一人っ子のため、姉のようであったり、友人のような存在だと勝手に思い、特別な存在で、上京後はその気持ちがより強くなった。母親も下地のことが好きで、沖縄県内でオンエアされていない作品もどうにかして見てくれる。下地は「見たよ」と言われると恥ずかしいため、それをあえて言わないが、イベントがあった時、終えてから控え室に戻ったところ「お疲れ様」と連絡があり、いつイベントに出ているかも知ってくれるという。

## 出演
太字はメインキャラクター。

### テレビアニメ
2011年
- 島んちゅMiRiKa（ルリ）

2013年
- きんいろモザイク（2013年 - 2015年、女子生徒） - 2シリーズ
- ゴールデンタイム（女子学生C）
- 探検ドリランド -1000年の真宝-（ドジキン〈幼少期〉、子モンスター、少女）
- 凪のあすから（山下雅美）
- ONE PIECE（2013年 - 2024年、子供、女係員、女、客達、あひる 他）

2014年
- アイカツ!（2014年 - 2016年、大空あかり）
- 暴れん坊力士!!松太郎（百合、女店員、女子高生）
- 金色のコルダ Blue♪Sky（女性）
- ご注文はうさぎですか?（女性客A）
- SHIROBAKO（役者2）
- ちびまる子ちゃん（2014年 - 2016年、生徒1、店員）
- ディスク・ウォーズ:アベンジャーズ（少女）
- ヒーローバンク（生徒C、女子A、女子B、女性ファン、紅もみじ）
- ブラック・ブレット（少女A）
- まじっく快斗1412

2015年
- アイドルマスター シンデレラガールズ（中野有香） - 2シリーズ
- 櫻子さんの足下には死体が埋まっている（西沢二葉）
- 戦国無双（すず）
- ドラゴンボール超（天使）
- 監獄学園（女子E、女子C、女子F、女子B、女子）
- ONE PIECE エピソードオブサボ 〜3兄弟の絆 奇跡の再会と受け継がれる意志〜

2016年
- あまんちゅ!（青柳いちこ）
- 彼女と彼女の猫 -Everything Flows-（小学生）
- くまみこ（店員、女の子、子供）
- 三者三葉（女子生徒）
- 12歳。〜ちっちゃなムネのトキメキ〜（福田しの、女子生徒、加藤かのん、塾の女子生徒、女の子） - 2シリーズ
- ステラのまほう（茶道部員、ステラ、清水マリカ、客、女の子）
- タイガーマスクW（琉那）
- 虹色デイズ（女子生徒）
- NEW GAME!（店員）
- パズドラクロス（2016年 - 2018年、ローズ）
- 美少女戦士セーラームーンCrystal（女子）
- 無彩限のファントム・ワールド（力比べのファントム）

2017年
- セイレン（宮前透）
- けものフレンズ（2017年 - 2019年、アメリカビーバー、ブタ） - 2シリーズ
- バトルガール ハイスクール（国枝詩穂）
- ようこそ実力至上主義の教室へ（2017年 - 2024年、井の頭心） - 3シリーズ
- アイカツスターズ!（大空あかり）
- 異世界食堂（2017年 - 2021年、ラナー） - 2シリーズ
- アイドルマスター シンデレラガールズ劇場（2017年 - 2019年、中野有香） - 3シリーズ

2018年
- ハクメイとミコチ（ミコチ）
- BEATLESS（サトゥルヌス / マリアージュ）
- ポプテピピック（ジョセフ〈少年〉〈第9話Bパート〉）
- 多田くんは恋をしない（アレクサンドラ・マグリット）
- 刀使ノ巫女（柳瀬美緒）
- パズドラ（2018年 - 2020年、女子アナ、五稜郭ミサキ、アナウンサー、ミル）
- 名探偵コナン（2018年 - 2019年、店員、花井里香）

2019年
- ブギーポップは笑わない（新刻敬）
- ゲゲゲの鬼太郎（第6作）（2019年 - 2020年、小野崎美琴）
- ポチっと発明 ピカちんキット（キャサリン）
- 世話やきキツネの仙狐さん
- アイカツオンパレード!（2019年 - 2020年、大空あかり）

2020年
- 恋する小惑星（友利飛鳥）
- アサティール 未来の昔ばなし（2020年 - 2024年、ムディ、サハル、七女 ドゥッパ） - 2シリーズ
- ドラえもん（テレビ朝日版第2期）（TVレポーター、相手チーム）
- 池袋ウエストゲートパーク（葉山チヒロ）

2021年
- アイカツプラネット!（グロッシールビー）
- シャドーハウス（シャーリー / ラム）
- クレヨンしんちゃん（ハブ）
- ヴァニタスの手記（2021年 - 2022年、ルカ） - 2シリーズ
- SELECTION PROJECT（当麻まこ）
- 世界最高の暗殺者、異世界貴族に転生する（マーハ）
- ポケットモンスター（キララ）
- テスラノート（ペッター）
- 逆転世界ノ電池少女（神水流ヤクモ、オペ美）
- SHAMAN KING（2021年 - 2022年、セイラーム）

2022年
- デジモンゴーストゲーム（沢井凛）
- アキバ冥途戦争（熊エースメイド）
- 聖剣伝説 Legend of Mana -The Teardrop Crystal-（コロナ）
- 不滅のあなたへ（アンナ）
- 恋愛フロップス（生方）

2023年
- 異世界のんびり農家（ルールーシー＝ルー）
- 弱虫ペダル LIMIT BREAK（葦木場ツバサ）
- 好きな子がめがねを忘れた（染谷成海）
- SHY（2023年 - 2024年、シャイ / 紅葉山テル） - 2シリーズ

2024年
- SHAMAN KING FLOWERS（セイラーム・ミュンツァー）
- 治癒魔法の間違った使い方（ベス）
- 百千さん家のあやかし王子（幼い那智）
- 逃走中 グレートミッション（2024年 - 2025年、信楽たぬき男、ラビ）
- 終末トレインどこへいく?（ケッシー）
- 新米オッサン冒険者、最強パーティに死ぬほど鍛えられて無敵になる。（アンジェリカ・ディルムット）

2025年
- 沖縄で好きになった子が方言すぎてツラすぎる（安慶名八重）
- おそ松さん（橋本みー）
- 薫る花は凛と咲く（浅倉すずか）
- 対ありでした。 〜お嬢さまは格闘ゲームなんてしない〜（一ノ瀬珠樹）

### 劇場アニメ
- アイカツ！シリーズ（2014年 - 2025年、大空あかり） - 5作品[一覧 11]
- ガールズ&パンツァー 劇場版（2015年、アキ[45]）
- 風の又三郎（2016年、カメ）
- ONE PIECE FILM GOLD（2016年）
- 劇場版 のんのんびより ばけーしょん（2018年、新里あおい[46]）
- ぼくらの7日間戦争（2019年、鈴原凛）
- THE FIRST SLAM DUNK（2022年）
- 名探偵コナン 黒鉄の魚影（2023年、店員）
- おそ松さん〜魂のたこ焼きパーティーと伝説のお泊り会〜（2023年、橋本みー）
- 映画 ラブライブ!虹ヶ咲学園スクールアイドル同好会 完結編（2024年、石嶺小糸[47]） - 全3章[一覧 12]

### OVA
- ガールズ&パンツァー 最終章（2017年 - 2023年、アキ[48]、オペレーター）
- のんのんびより（2022年、新里あおい） - のんのんびよりりめんばーOAD付き特装版

### Webアニメ
2010年代
- 美少女戦士セーラームーンCrystal（2014年、女性、女性アナウンサー、女子高生）
- てぃ先生（2017年、園児）
- アイドルマスター シンデレラガールズ劇場 火曜シンデレラシアター / Extra Stage（2019年 - 2021年、中野有香、記者） - 2シリーズ
- スーパードラゴンボールヒーローズ プロモーションアニメ（2019年、ラグス）
- 聖闘士星矢: Knights of the Zodiac（2019年、エスメラルダ）

2020年代
- アイカツオンパレード！ドリームストーリー（2020年、大空あかり）
- CINDERELLA GIRLS 10th Anniversary Celebration Animation ETERNITY MEMORIES（2022年、中野有香）
- 七つの大罪 怨嗟のエジンバラ（2022年、クルミル）
- T・Pぼん（2024年、ゲメ・イナンナ）

### ゲーム
2013年
- ドラゴンコレクション（アルテミス）
- ヴァルハラクロニクル -エインヘリアル新章-

2014年
- アイカツ! 365日のアイドルデイズ（大空あかり）
- ウチの姫さまがいちばんカワイイ（王子姫 サファイア）
- 影牢 〜ダークサイドプリンセス〜
- 討鬼伝 極（ミタマボイス）
- モンスター烈伝 オレカバトル（アメノウズメ / 女神アメノウズメ）

2015年
- アイカツ! My No.1 Stage!（大空あかり）
- アイドルマスター シンデレラガールズ（2015年 - 2024年、中野有香） - 2作品
- けものフレンズ（シマリス、マレーグマ、シマスカンク、ホッキョクウサギ）
- ゴッドイーター リザレクション（プレイヤーボイス）
- ドラゴンソリティア（アンブレラ）
- MÚSECA（Yuica、オリガ）
- ゆるかみ!（波布島ひめ、御嶽りおん）
- 戦国無双4 Empires（新武将〈優美〉）

2016年
- アイカツ! フォトonステージ!!（大空あかり）
- イースVIII -Lacrimosa of DANA-（クイナ）
- クイズRPG 魔法使いと黒猫のウィズ（マギカ・ルーシュ）
- テイルズ オブ ベルセリア
- バトルガール ハイスクール（国枝詩穂）
- 百花百狼 〜戦国忍法帖〜
- ワールド エンド エクリプス（リア、アンキレー、ベルフェゴール、キクリヒメ）

2017年
- ゼノブレイド2（2017年 - 2018年、ホムラ / ヒカリ、ミコ、ムツツ）
- テイルズ オブ ザ レイズ（2017年 - 2021年、カーリャ、コーキス〈小型時〉、シオン）
- 天華百剣 -斬-（北谷菜切）

2018年
- 真・三國無双8（辛憲英）
- エターナルリンケージ ～蒼穹のアムネシア～（レティシア）
- ガールズ&パンツァー ドリームタンクマッチ（アキ）
- 戦場のヴァルキュリア4（ルフ）
- モン娘☆は〜れむ（サンカ）
- スーパーロボット大戦X-Ω（大空あかり）
- ゼノブレイド2 黄金の国イーラ（ヒカリ）
- ブレイブソード×ブレイズソウル（ヒュプノス＝レト、機剣エクスプレス）
- 伝説対決 -Arena of Valor-（イルミア）
- 恒星少女 -Do The Scientists Dream of Girls'Asterism?-（シュルマ）

2019年
- 47 HEROINES（高岡多恵）
- 御城プロジェクト:RE（今帰仁城、白石城）
- ゴッドイーター レゾナントオプス（オレーシャ）
- アズールレーン（2019年 - 2020年、ジョージア）
- ブレイドエクスロード（アテネ）
- けものフレンズ3（アメリカビーバー）
- かくりよの門 -朧-（緋桐）
- ブレイドエクスロード（アテネ・セレーヌ）
- ゴエティアクロス（ハルパクス、ビアナキート）
- スーパードラゴンボールヒーローズ（ラグス）
- 幻獣契約クリプトラクト（セオリツヒメ）

2020年
- 東方スペルバブル（古明地さとり）
- アークナイツ（テンニンカ）
- VALIANT TACTICS（ローゼ）
- ビビッドアーミー（ルミエール）
- アイカツプラネット!（グロッシールビー）
- クラッシュフィーバー（2020年 - 2021年、アルベルティ、イーロン）

2021年
- ウマ娘 プリティーダービー（2021年 - 2024年、ナカヤマフェスタ）
- 大乱闘スマッシュブラザーズ SPECIAL（ホムラ / ヒカリ） - DLC追加キャラクター
- ワールドウィッチーズ UNITED FRONT（穴拭智子）
- ファンタジア・リビルド（イヴ＝イグナイト）
- アニマエ・アルケー（烈夏）
- 月姫 -A piece of blue glass moon-（遠野秋葉）
- テイルズ オブ アライズ（2021年 - 2023年、シオン・アイメリス）
- MELTY BLOOD: TYPE LUMINA（2021年 - 2022年、遠野秋葉、ネコアルク）
- マナシスリフレイン（ミルドレッド・ミルディ）
- 東方ダンマクカグラ（ヘカーティア・ラピスラズリ）
- ファイアーエムブレム ヒーローズ（2021年 - 2025年、アシュ、メリアエ）
- COUNTER: SIDE（シャオリン）

2022年
- モンスターストライク（包青天）
- デジモンサヴァイブ（フローラモン）
- ポケモンマスターズEX
- 勝利の女神：NIKKE（プロダクト12、プロダクト23）
- デッド オア アライブ エクストリーム ヴィーナス バケーション（シャンディ）

2023年
- ハツリバーブ（ジェロ）
- ゼノブレイド3（カギロイ）
- とある魔術の禁書目録 幻想収束（雲川鞠亜）
- ワールドダイスター 夢のステラリウム（与那国緋花里）
- 404 GAME RE:SET -エラーゲームリセット-（レールチェイス）
- 原神（シュヴルーズ）

2025年
- ペルソナ5: The Phantom X（琴音・モンターニュ）
- グルーヴコースター フューチャーパフォーマーズ（アンゼリカ・ワイズマン）

### ドラマCD
2014年
- 5人の恋プリンス 〜ヒミツの契約結婚〜 ドラマCD 第2巻（ホテルの従業員）

2015年
- 劇場版 アイカツ! 録り下ろしオリジナルドラマCD（大空あかり）

2016年
- アイカツ！ミュージックアワード 録り下ろしオリジナルドラマCD（大空あかり）
- ガールズ&パンツァー 劇場版 ドラマCD5 新しい友達ができました!（アキ）

2017年
- アイカツ! 〜ねらわれた魔法のアイカツ!カード〜 オリジナルドラマCD（大空あかり）
- アイドルマスター シンデレラガールズ WILD WIND GIRL（中野有香）※第4巻特装版オリジナルCD
- コンプティーク 2017年5月号付録「バトルガール ハイスクール」スペシャルドラマCD「花音と詩穂のネコもシャクシもフォルテシモ！」（国枝詩穂）

2018年
- TVアニメ/データカードダス『アイカツ!』&『アイカツスターズ!』スペシャルドラマCD（大空あかり）
- 多田くんは恋をしない（アレクサンドラ・マグリット）※BD&DVD第1巻・第2巻・第3巻・第4巻初回生産特典書き下ろしボイスドラマCD
- サイレントウィッチーズ いらん子中隊ReBoot!（2018年 - 2019年、穴拭智子）※第1巻・第2巻・第3巻特装版ドラマCD

2020年
- 世界最高の暗殺者、異世界貴族に転生する（マーハ）※第4巻特装版ドラマCD

### ラジオドラマ
- 青山二丁目劇場
  - 「御神酒徳利〜苦しまぎれの猫占い」（おみつ）
  - 「8月のセレナーデ」（田辺由香）
  - 「ニワトリと卵と料理人」（子供時代の美奈子）
  - 「白金のラ・マン」（娘[109]）
  - 「空に記す～沖縄編～前編」（平良江里[110]）
  - 「空に記す～沖縄編～後編」（平良江里[111]）
  - 「セツナノゼツボウ」（香穂[112]）

### 吹き替え

#### 映画
- ミクロ・アドベンチャー（2016年、ネラデラ）
- リーザと十二月の神々（2016年、リーザ）
- 僕のワンダフル・ジャーニー（2019年、子供時代のCJ〈アビー・ライダー・フォートソン〉[113]）
- ペット・セメタリー（2020年、エリー・クリード〈ジェテ・ローレンス〉）
- アダムス・ファミリー2 アメリカ横断旅行!（2022年、ペギー[114]）
- アストリッドとラファエル 文書係の事件録（2024年、ニルス〈アンディ・ジュディオ〉[115]）

#### アニメ
- マイルズのトゥモローランドだいさくせん（2015年、ロレッタ・カリスト）

### ナレーション
- NOGIBINGO!4（日本テレビ）
  - NOGIBINGO!5
- アナログBANBAN（AT-X）
- 第28回全日本高校女子サッカー選手権準々決勝～未来のなでしこ高校最後の青春ドラマ（2020年[116]、TBS）
- たけしのニッポンのミカタ!（テレビ東京）[117]
- news23 （TBSテレビ、不定期）

### ラジオ
※はインターネット配信。
- みんなの作文（朗読）
- SAPPHRYS（パーソナリティー）
- 「ゆかりん」と「しの」のSAPPHRYS（パーソナリティー）
- Pizza Hut × アイカツ！オリジナルWEBラジオ 午後はいちいちいちご気分！出張版（アシスタント 大空あかり[118]）
- ハクメイとミコチ ラジオの日（2018年、音泉※）[119]
- ANiUTaオリジナルラジオ 下地紫野のプレイリスト for You（2018年、ANiUTa※）[120]
- 藤田茜・下地紫野 仕事で会えないからラジオはじめました。（2018年、音泉※）[121]
- 花鈴のマウンドpresents 下地紫野の女子野球応援団!（2018年、文化放送『A&Gリクエストアワー 阿澄佳奈のキミまち!』内）
- 下地紫野と島袋美由利の「ふたラジ！！」（2020年、超!A&G+※）[122]
- SHY RADIO〜恥ずかしいけどパーソナリティー頑張ります！〜（2023年、音泉※）[123]

### テレビ番組
※はインターネット配信。
- PON! いい声クイズ脳に喝！（日本テレビ）
- 神おけ
- 下地紫野のまいにちカレーパン（2016年 - 2017年、ニコニコ動画※）[15]
- 声優たびノート「横浜プチたび編」（2019年、ニコニコ動画※・YouTube※）[124]

### ボイスオーバー
- 世界一受けたい授業（日本テレビ）

### その他コンテンツ
- とびだせバンチャくん「バンダイチャンネル」（ジャスミンちゃん）
- 劇場版アイカツ! 大スター宮いちごまつり前夜祭!!（大空あかり、ナレーション）
- 劇場版アイカツスターズ！公開記念特別番組（大空あかり、ナレーション）
- 漫画「花鈴のマウンド」テレビコマーシャル（桐谷花鈴）
- Cheer球部!（2021年 - 2022年、月刊ホビージャパン読者参加企画）紅咲りお[125]
- 漫画「地球の子」ボイスコミック（2022年、佐和田かれり[126]）
- AudioMovie(R) おばあちゃんの旅（2023年、すみれ[127]）

## ディスコグラフィ

### シングル
|        | 発売日         | タイトル             | 規格品番 | 規格品番   | オリコン 最高位 |
| 限定盤 | 発売日         | タイトル             | 通常盤   |            | オリコン 最高位 |
| ------ | -------------- | -------------------- | -------- | ---------- | --------------- |
| 1st    | 2016年10月26日 | God Save The Girls   | VTZL-123 | VTCL-35241 | 62位            |
| 2nd    | 2018年8月1日   | そんなの僕じゃない。 | VTZL-150 | VTCL-35280 | 45位            |

### タイアップ曲
| 楽曲                 | タイアップ                                               | 時期   |
| -------------------- | -------------------------------------------------------- | ------ |
| God Save The Girls   | テレビアニメ『ステラのまほう』オープニングテーマ         | 2016年 |
| そんなの僕じゃない。 | テレビアニメ『すのはら荘の管理人さん』エンディングテーマ | 2018年 |

### キャラクターソング
| 発売日         | 商品名                                                                                                  | 歌 | 楽曲 | 備考                                                                      |
| -------------- | --- | --- | --- | ------------------------------------------------------------------------- |
| 2015年6月24日  | アイカツ！ 3rdシーズン挿入歌ミニアルバム1 Joyful Dance                                                  | るか・もな・みき・みほ・ななせ・かな from AIKATSU☆STARS! with 大空あかり（下地紫野） | 「Pretty Pretty」 | テレビアニメ『アイカツ！』挿入歌                                          |
| 2015年11月20日 | - | 中野有香（下地紫野） | 「お願い！シンデレラ 」                                                                                                   | ゲーム『アイドルマスター シンデレラガールズ スターライトステージ』関連曲  |
| 2016年3月2日   | THE IDOLM@STER CINDERELLA MASTER 042 中野有香                                                           | 中野有香（下地紫野） | 「恋色エナジー」 | ゲーム『アイドルマスター シンデレラガールズ』関連曲                       |
| 2016年6月1日   | THE IDOLM@STER CINDERELLA MASTER Cute Jewelries! 003                                                    | 宮本フレデリカ（髙野麻美）、一ノ瀬志希（藍原ことみ）、櫻井桃華（照井春佳）、中野有香（下地紫野）、五十嵐響子（種﨑敦美） | 「明日また会えるよね」 「Near to You」                                                                                    | ゲーム『アイドルマスター シンデレラガールズ』関連曲                       |
| 2016年6月1日   | THE IDOLM@STER CINDERELLA MASTER Cute Jewelries! 003                                                    | 中野有香（下地紫野） | 「ガッツだぜ!!」 | ゲーム『アイドルマスター シンデレラガールズ』関連曲                       |
| 2016年11月23日 | Deep-Connect                                                                                            | f*f | 「Deep-Connect」 「Decision」 「Desire Link」                                                                             | ゲーム『バトルガール ハイスクール』関連曲                                 |
| 2017年2月8日   | THE IDOLM@STER CINDERELLA MASTER EVERMORE                                                               | 相葉夕美（木村珠莉）、五十嵐響子（種﨑敦美）、市原仁奈（久野美咲）、一ノ瀬志希（藍原ことみ）、大槻唯（山下七海）、片桐早苗（和氣あず未）、鷺沢文香（M・A・O）、櫻井桃華（照井春佳）、塩見周子（ルゥティン）、橘ありす（佐藤亜美菜）、中野有香（下地紫野）、二宮飛鳥（青木志貴）、速水奏（飯田友子）、姫川友紀（杜野まこ）、宮本フレデリカ（髙野麻美） | 「Near to You」 | ゲーム『アイドルマスター シンデレラガールズ』関連曲                       |
| 2017年2月8日   | THE IDOLM@STER CINDERELLA MASTER EVERMORE                                                               | 大橋彩香、福原綾香、原紗友里、藍原ことみ、青木志貴、青木瑠璃子、飯田友子、五十嵐裕美、今井麻夏、上坂すみれ、内田真礼、桜咲千依、大空直美、大坪由佳、金子真由美、金子有希、木村珠莉、黒沢ともよ、佐藤亜美菜、下地紫野、洲崎綾、鈴木絵理、髙野麻美、高森奈津美、立花理香、種﨑敦美、千菅春香、東山奈央、長島光那、原優子、早見沙織、春瀬なつみ、渕上舞、牧野由依、松井恵理子、松嵜麗、三宅麻理恵、村中知、杜野まこ、安野希世乃、山下七海、山本希望、佳村はるか、ルゥティン、和氣あず未 | 「EVERMORE（4thLIVE MIX）」                                                                                               | ゲーム『アイドルマスター シンデレラガールズ』関連曲                       |
| 2017年2月22日  | 夏音-フシギナイロ-/Cat-Cat Romance                                                                      | f*f | 「Cat-Cat Romance」 | ゲーム『バトルガール ハイスクール』関連曲                                 |
| 2017年2月22日  | ムテキの女神                                                                                            | 宮前透（下地紫野） | 「ムテキの女神」 「キミと夜空とフォーチュンと」                                                                           | テレビアニメ『セイレン』エンディングテーマ                                |
| 2017年7月26日  | ホシノキズナ                                                                                            | 神樹ヶ峰女学園星守クラス | 「ホシノキズナ」 | テレビアニメ『バトルガール ハイスクール』オープニングテーマ               |
| 2017年7月26日  | ホシノキズナ                                                                                            | f*f | 「Melody Ring」 | テレビアニメ『バトルガール ハイスクール』エンディングテーマ               |
| 2017年7月26日  | ホシノキズナ                                                                                            | f*f | 「Gravity」 | テレビアニメ『バトルガール ハイスクール』関連曲                           |
| 2017年10月18日 | THE IDOLM@STER CINDERELLA GIRLS MASTER SEASONS AUTUMN!                                                  | 相葉夕美（木村珠莉）、多田李衣菜（青木瑠璃子）、中野有香（下地紫野） | 「秋風に手を振って」 | ゲーム『アイドルマスター シンデレラガールズ』関連曲                       |
| 2017年11月22日 | バトルガール ハイスクール BD・DVD第1巻特典CD                                                            | 国枝詩穂（下地紫野） | 「ホシノキズナ」 「Deep-Connect」 「Decision」 「Desire Link」 「Cat-Cat Romance」 「Melody Ring」 「Gravity」 「青の風」 | テレビアニメ『バトルガール ハイスクール』関連曲                           |
| 2018年3月7日   | Harvest Moon Night                                                                                      | ミコチ（下地紫野）、コンジュ（悠木碧） | 「Harvest Moon Night」 | テレビアニメ『ハクメイとミコチ』エンディングテーマ                        |
| 2018年5月23日  | THE IDOLM@STER CINDERELLA GIRLS STARLIGHT MASTER 17 Nothing but You                                     | アナスタシア（上坂すみれ）、神谷奈緒（松井恵理子）、中野有香（下地紫野）、前川みく（高森奈津美）、星輝子（松田颯水） | 「Nothing but You（M@STER VERSION）」                                                                                     | ゲーム『アイドルマスター シンデレラガールズ スターライトステージ』関連曲  |
| 2018年9月19日  | THE IDOLM@STER CINDERELLA GIRLS STARLIGHT MASTER 21 Kawaii make MY day!                                 | 中野有香（下地紫野）、水本ゆかり（藤田茜）、椎名法子（都丸ちよ） | 「Kawaii make MY day!（M@STER VERSION）」                                                                                 | ゲーム『アイドルマスター シンデレラガールズ スターライトステージ』関連曲  |
| 2018年10月10日 | THE IDOLM@STER CINDERELLA GIRLS LITTLE STARS! さよならアロハ                                            | 木村夏樹（安野希世乃）、十時愛梨（原田ひとみ）、中野有香（下地紫野）、藤本里奈（金子真由美）、宮本フレデリカ（髙野麻美） | 「さよならアロハ」 | テレビアニメ『アイドルマスター シンデレラガールズ劇場』エンディングテーマ |
| 2018年10月10日 | THE IDOLM@STER CINDERELLA GIRLS LITTLE STARS! さよならアロハ                                            | 中野有香（下地紫野） | 「さよならアロハ」 | テレビアニメ『アイドルマスター シンデレラガールズ劇場』関連曲             |
| 2018年11月30日 | THE IDOLM@STER CINDERELLA GIRLS 6thLIVE MERRY-GO-ROUNDOME!!! MASTER SEASONS AUTUMN! SOLO REMIX          | 中野有香（下地紫野） | 「秋風に手を振って」 | ゲーム『アイドルマスター シンデレラガールズ』関連曲                       |
| 2019年3月8日   | アイドルマスター シンデレラガールズ WILD WIND GIRL 第6巻特装版特典CD                                    | 大槻唯（山下七海）、中野有香（下地紫野） | 「明日また会えるよね」 | 漫画『アイドルマスター シンデレラガールズ WILD WIND GIRL』関連曲          |
| 2019年4月17日  | 百華繚乱                                                                                                | 今剣（畑中万里江）、古今伝授の太刀（朝日奈丸佳）、北谷菜切（下地紫野） | 「北風と、そよぐ、恋浪漫。」                                                                                              | ゲーム『天華百剣 -斬-』関連曲                                             |
| 2019年8月14日  | THE IDOLM@STER CINDERELLA GIRLS STARLIGHT MASTER 31 Pretty Liar                                         | 中野有香（下地紫野） | 「ヒカリ→シンコキュウ→ミライ」                                                                                            | ゲーム『アイドルマスター シンデレラガールズ スターライトステージ』関連曲  |
| 2019年9月2日   | THE IDOLM@STER CINDERELLA GIRLS 7thLIVE TOUR Special 3chord♪ Comical Pops! 会場オリジナルCD             | 中野有香（下地紫野） | 「Nothing but You（M@STER VERSION）」                                                                                     | ゲーム『アイドルマスター シンデレラガールズ スターライトステージ』関連曲  |
| 2019年11月8日  | THE IDOLM@STER CINDERELLA GIRLS 7thLIVE TOUR Special 3chord♪ Funky Dancing! 会場オリジナルCD            | 中野有香（下地紫野） | 「Kawaii make MY day!（M@STER VERSION）」                                                                                 | ゲーム『アイドルマスター シンデレラガールズ スターライトステージ』関連曲  |
| 2019年11月13日 | THE IDOLM@STER CINDERELLA MASTER 3chord for the Pops!                                                   | 佐久間まゆ（牧野由依）、久川颯（長江里加）、中野有香（下地紫野）、佐々木千枝（今井麻夏）、堀裕子（鈴木絵理） | 「comic cosmic（M@STER VERSION）」                                                                                        | ゲーム『アイドルマスター シンデレラガールズ』関連曲                       |
| 2020年4月15日  | THE IDOLM@STER CINDERELLA GIRLS STARLIGHT MASTER 38 Fascinate                                           | 水本ゆかり（藤田茜）、中野有香（下地紫野）、椎名法子（都丸ちよ） | 「YELLOW YELLOW HAPPY」                                                                                                   | ゲーム『アイドルマスター シンデレラガールズ スターライトステージ』関連曲  |
| 2020年10月21日 | THE IDOLM@STER CINDERELLA GIRLS STARLIGHT MASTER GOLD RUSH! 03 Joker                                    | 松永涼（千菅春香）、大和亜季（村中知）、中野有香（下地紫野）、姫川友紀（杜野まこ）、前川みく（高森奈津美） | 「Joker（M@STER VERSION）」                                                                                               | ゲーム『アイドルマスター シンデレラガールズ スターライトステージ』関連曲  |
| 2021年10月27日 | SELECTION PROJECT メインテーマCD                                                                        | 9-tie | 「Glorious Days」 | テレビアニメ『SELECTION PROJECT』オープニングテーマ                       |
| 2021年10月27日 | SELECTION PROJECT メインテーマCD                                                                        | 9-tie | 「Only one yell」 | テレビアニメ『SELECTION PROJECT』エンディングテーマ                       |
| 2021年10月27日 | SELECTION PROJECT メインテーマCD                                                                        | 9-tie | 「SELECTION HEROINE」 | テレビアニメ『SELECTION PROJECT』イメージソング                           |
| 2021年11月24日 | ヴァニタスの手記 BD・DVD第2巻特典CD                                                                     | ジャンヌ（水瀬いのり）、ルカ（下地紫野） | 「陽だまりに咲く花〜mon trésor〜」                                                                                        | テレビアニメ『ヴァニタスの手記』関連曲                                    |
| 2021年12月22日 | THE IDOLM@STER CINDERELLA GIRLS STARLIGHT MASTER GOLD RUSH! 14 レッド・ソール                           | 中野有香（下地紫野） | 「Lost my music」 | ゲーム『アイドルマスター シンデレラガールズ スターライトステージ』関連曲  |
| 2021年12月22日 | SELECTION PROJECT ユニットソングCD                                                                      | 9-tie | 「Naked Blue」 「いつか かなう 夢」                                                                                       | テレビアニメ『SELECTION PROJECT』挿入歌                                   |
| 2021年12月22日 | SELECTION PROJECT ユニットソングCD                                                                      | GAPsCAPs | 「NOiSY MONSTER」 | テレビアニメ『SELECTION PROJECT』挿入歌                                   |
| 2021年12月22日 | Cheer球部！ユニットミニアルバム                                                                         | SIRIUS** | 「SHINE FOR YOU**」 | 『Cheer球部！』関連曲                                                     |
| 2021年12月22日 | 世界最高の暗殺者、異世界貴族に転生する BD・DVD第1巻特典CD                                               | マーハ（下地紫野） | 「甘い夢」 | テレビアニメ『世界最高の暗殺者、異世界貴族に転生する』挿入歌              |
| 2022年1月12日  | THE IDOLM@STER CINDERELLA GIRLS STARLIGHT MASTER R/LOCK ON! 01 星環世界                                 | 砂塚あきら（富田美憂）、速水奏（飯田友子）、高垣楓（早見沙織）、緒方智絵里（大空直美）、 喜多日菜子（深川芹亜）、宮本フレデリカ（髙野麻美）、相葉夕美（木村珠莉）、中野有香（下地紫野）、片桐早苗（和氣あず未） | 「星環世界（M@STER VERSION）」                                                                                            | ゲーム『アイドルマスター シンデレラガールズ スターライトステージ』関連曲  |
| 2022年1月12日  | THE IDOLM@STER CINDERELLA GIRLS STARLIGHT MASTER R/LOCK ON! 01 星環世界                                 | 中野有香（下地紫野） | 「星環世界（M@STER VERSION）」                                                                                            | ゲーム『アイドルマスター シンデレラガールズ スターライトステージ』関連曲  |
| 2022年3月30日  | SELECTION PROJECT BD・DVD第4巻特典CD                                                                    | GAPsCAPs | 「爆進FiRE SESSION」 | テレビアニメ『SELECTION PROJECT』関連曲                                   |
| 2022年3月30日  | SELECTION PROJECT BD・DVD第4巻特典CD                                                                    | 当麻まこ（下地紫野） | 「Only one yell」 | テレビアニメ『SELECTION PROJECT』関連曲                                   |
| 2022年3月30日  | Cheer球部！トップオブダイヤモンド 2nd Battle CD「薄紅のカノン / アーティスティック☆ドリーマー」         | SIRIUS** | 「シリウス」 | 『Cheer球部！』関連曲                                                     |
| 2023年2月11日  | THE IDOLM@STER M@STERS OF IDOL WORLD!!!!! 2023 明日きみにJewel                                          | 中野有香（下地紫野） | 「明日また会えるよね」 | ゲーム『アイドルマスター シンデレラガールズ』関連曲                       |
| 2023年3月29日  | アニメ『うまゆる』アルバム                                                                              | スペシャルウィーク（和氣あず未）、サイレンススズカ（高野麻里佳）、トウカイテイオー（Machico）、マルゼンスキー（Lynn）、オグリキャップ（高柳知葉）、ゴールドシップ（上田瞳）、ウオッカ（大橋彩香）、ダイワスカーレット（木村千咲）、グラスワンダー（前田玲奈）、メジロマックイーン（大西沙織）、エルコンドルパサー（髙橋ミナミ）、テイエムオペラオー（徳井青空）、シンボリルドルフ（田所あずさ）、エアグルーヴ（青木瑠璃子）、アグネスデジタル（鈴木みのり）、セイウンスカイ（鬼頭明里）、ファインモーション（橋本ちなみ）、マヤノトップガン（星谷美緒）、ユキノビジン（山本希望）、アグネスタキオン（上坂すみれ）、イナリワン（井上遥乃）、ウイニングチケット（渡部優衣）、エアシャカール（津田美波）、トーセンジョーダン（鈴木絵理）、ナカヤマフェスタ（下地紫野）、ナリタタイシン（渡部恵子）、ハルウララ（首藤志奈）、マチカネフクキタル（新田ひより）、メイショウドトウ（和多田美咲）、キングヘイロー（佐伯伊織）、マチカネタンホイザ（遠野ひかる）、ダイタクヘリオス（山根綺）、ツインターボ（花井美春）、シリウスシンボリ（ファイルーズあい）、ツルマルツヨシ（青山吉能）、シンボリクリスエス（春川芽生）、タニノギムレット（松岡美里）、ハッピーミーク（吉咲みゆ） | 「うまぴょい伝説（Game Size）」                                                                                           | Webアニメ『うまゆる』エンディングテーマ                                   |
| 2023年9月13日  | ウマ娘 プリティーダービー WINNING LIVE 14                                                               | ゴールドシップ（上田瞳）、ウオッカ（大橋彩香）、エルコンドルパサー（髙橋ミナミ）、マンハッタンカフェ（小倉唯）、エアシャカール（津田美波）、エイシンフラッシュ（藤野彩水）、ナカヤマフェスタ（下地紫野）、サトノダイヤモンド（立花日菜）、キタサンブラック（矢野妃菜喜）、シリウスシンボリ（ファイルーズあい）、サクラローレル（真野美月）、ネオユニヴァース（白石晴香）、タップダンスシチー（篠田みなみ） | 「L’Arc de gloire」 | ゲーム『ウマ娘 プリティーダービー』関連曲                                 |
| 2023年9月13日  | ウマ娘 プリティーダービー WINNING LIVE 14                                                               | ナカヤマフェスタ（下地紫野） | 「You know me」 | ゲーム『ウマ娘 プリティーダービー』関連曲                                 |
| 2023年9月13日  | ウマ娘 プリティーダービー WINNING LIVE 14                                                               | ゴールドシップ（上田瞳）、ウオッカ（大橋彩香）、エルコンドルパサー（髙橋ミナミ）、マンハッタンカフェ（小倉唯）、エアシャカール（津田美波）、エイシンフラッシュ（藤野彩水）、ゴールドシチー（香坂さき）、トーセンジョーダン（鈴木絵理）、ナカヤマフェスタ（下地紫野）、メジロパーマー（のぐちゆり）、ダイタクヘリオス（山根綺）、サトノダイヤモンド（立花日菜）、キタサンブラック（矢野妃菜喜）、シリウスシンボリ（ファイルーズあい）、サクラローレル（真野美月）、ネオユニヴァース（白石晴香）、タップダンスシチー（篠田みなみ） | 「うまぴょい伝説」 | ゲーム『ウマ娘 プリティーダービー』関連曲                                 |
| 2023年11月13日 | 夢のステラリウム                                                                                        | 鳳ここな（石見舞菜香）、静香（長谷川育美）、カトリナ・グリーベル（天城サリー）、新妻八恵（長縄まりあ）、柳場ぱんだ（大空直美）、流石知冴（佐々木李子）、千寿暦（鳥部万里子）、ラモーナ・ウォルフ（田中美海）、王雪（花井美春）、リリヤ・クルトベイ（安齋由香里）、与那国緋花里（下地紫野）、千寿いろは（岡咲美保）、白丸美兎（近藤玲奈）、阿岐留カミラ（若井友希）、猫足蕾（芹澤優）、本巣叶羽（赤尾ひかる）、連尺野初魅（葵井歌菜）、烏森大黒（Lynn）、舎人仁花子（斉藤朱夏）、萬容（山村響）、筆島しぐれ（吉岡麻耶） | 「夢のステラリウム」 | ゲーム『ワールドダイスター 夢のステラリウム』関連曲                       |
| 2023年12月27日 | ゲームアプリ『ワールドダイスター 夢のステラリウム』 Vocal Album Vol.1「プラネタリウム・レヴュー」       | 千寿暦（鳥部万里子）、ラモーナ・ウォルフ（田中美海）、王雪（花井美春）、リリヤ・クルトベイ（安齋由香里）、与那国緋花里（下地紫野） | 「プラネタリウム・レヴュー」 「夢のステラリウム」                                                                         | ゲーム『ワールドダイスター 夢のステラリウム』関連曲                       |
| 2023年12月27日 | ゲームアプリ『ワールドダイスター 夢のステラリウム』 Vocal Album Vol.1「プラネタリウム・レヴュー」       | 与那国緋花里（下地紫野） | 「てぃだんちゅ MEETS てぃんがーら！」                                                                                     | ゲーム『ワールドダイスター 夢のステラリウム』関連曲                       |
| 2024年1月15日  | アークナイツ 4周年記念楽曲集                                                                            | テンニンカ（下地紫野） | 「金色のマーチ」 | ゲーム『アークナイツ』関連曲                                              |
| 2024年1月15日  | アークナイツ 4周年記念楽曲集                                                                            | テンニンカ（下地紫野）、ステインレス（寺島拓篤）、ハニーベリー（井上ほの花） | 「明日へのパレード」 | ゲーム『アークナイツ』関連曲                                              |
| 2024年2月14日  | THE IDOLM@STER CINDERELLA GIRLS STARLIGHT MASTER HEART TICKER! 03 HALLOWEEN GAME                        | 姫川友紀（杜野まこ）、中野有香（下地紫野）、堀裕子（鈴木絵理）、上条春菜（長島光那）、白雪千夜（関口理咲） | 「HALLOWEEN GAME（M@STER VERSION）」                                                                                      | ゲーム『アイドルマスター シンデレラガールズ スターライトステージ』関連曲  |
| 2024年2月14日  | THE IDOLM@STER CINDERELLA GIRLS STARLIGHT MASTER HEART TICKER! 03 HALLOWEEN GAME                        | 中野有香（下地紫野） | 「HALLOWEEN GAME（M@STER VERSION）」                                                                                      | ゲーム『アイドルマスター シンデレラガールズ スターライトステージ』関連曲  |
| 2024年4月24日  | ゲームアプリ『ワールドダイスター 夢のステラリウム』VocalAlbum Vol.3「デアエ・エクス・マキナ！」         | 与那国緋花里（下地紫野）、阿岐留カミラ（若井友希） | 「こんなに素晴らしい世界で」                                                                                              | ゲーム『ワールドダイスター 夢のステラリウム』関連曲                       |
| 2024年8月31日  | ウマ娘 プリティーダービー Solo Vocal Tracks Vol.10 Twinkle Circle! in HAKODATE                          | ナカヤマフェスタ（下地紫野） | 「L'Arc de gloire（Game Size）」                                                                                          | ゲーム『ウマ娘 プリティーダービー』関連曲                                 |
| 2025年1月26日  | Worlds Dye Star                                                                                         | シリウス、銀河座、Eden、劇団電姫 | 「Worlds Dye Star」 | ゲーム『ワールドダイスター 夢のステラリウム』関連曲                       |
| 2025年5月28日  | ゲームアプリ『ワールドダイスター 夢のステラリウム』 Vocal Album Vol.6「プラネタリウム・レヴュー Act-2」 | 与那国緋花里（下地紫野）、王雪（花井美春） | 「雪は春に、そして花束を」                                                                                                | ゲーム『ワールドダイスター 夢のステラリウム』関連曲                       |
| 2025年5月28日  | ゲームアプリ『ワールドダイスター 夢のステラリウム』 Vocal Album Vol.6「プラネタリウム・レヴュー Act-2」 | 千寿暦（鳥部万里子）、与那国緋花里（下地紫野） | 「君というメソッドへ」 | ゲーム『ワールドダイスター 夢のステラリウム』関連曲                       |
| 2025年5月28日  | ゲームアプリ『ワールドダイスター 夢のステラリウム』 Vocal Album Vol.6「プラネタリウム・レヴュー Act-2」 | 与那国緋花里（下地紫野） | 「Act on my feelings.」                                                                                                   | ゲーム『ワールドダイスター 夢のステラリウム』関連曲                       |
| 2025年5月28日  | ゲームアプリ『ワールドダイスター 夢のステラリウム』 Vocal Album Vol.6「プラネタリウム・レヴュー Act-2」 | 千寿暦（鳥部万里子）、ラモーナ・ウォルフ（田中美海）、王雪（花井美春）、リリヤ・クルトベイ（安齋由香里）、与那国緋花里（下地紫野） | 「Worlds Dye Star」 | ゲーム『ワールドダイスター 夢のステラリウム』関連曲                       |